# Lino Procacci
Lino Procacci (Abeto, 26 novembre 1923 – Foligno, 25 gennaio 2012) è stato un regista italiano.

## Biografia
Laureatosi in Giurisprudenza a Roma, iniziò a frequentare il mondo dello spettacolo grazie al teatro universitario dove recitò insieme ad Anna Proclemer; a causa di un difetto di pronuncia, però, preferì lasciare la carriera di attore e intraprendere quella di regista. Nei primi anni cinquanta si trasferì negli Stati Uniti, a New York dove, alla Columbia University, frequentò corsi di comunicazione, avendo modo di cimentarsi con il linguaggio televisivo nei laboratori di quella università e di familiarizzarsi con il mondo della produzione televisiva americana come stagista.
Tornato in Italia, anche e soprattutto grazie a questa sua fondamentale esperienza di formazione, nel 1954 divenne tra i primi registi della neonata Rai curando la regia della rivista Jazz il bandito, cui seguì nel 1957 La macchina per vivere; nello stesso anno gli fu affidata la regia del varietà Voci e volti della fortuna insieme a Gianfranco Bettetini. Nel 1959 curò la regia del programma Il teatrino di Walter Chiari.
Nel 1960 si occupò della regia di Campanile sera, quiz condotto da Mike Bongiorno con Enzo Tortora, mentre nel 1961 passò alla regia del programma Indovinelli sull'Italia, del celeberrimo Chissà chi lo sa? con Febo Conti e di Il paroliere questo sconosciuto in cui tenne a battesimo una giovanissima Raffaella Carrà. Nel 1961 e 1962 fu regista, sul Programma nazionale, delle cinque puntate di due edizioni del varietà Piccola Ribalta, concorso ENAL cui partecipavano cantanti, attori e fantasisti giunti in finale attraverso una serie di selezioni a carattere regionale, condotto da Luciano Rispoli. Nel 1967 e fino al 1979, Procacci curò la regia del programma Ieri e oggi, condotto per anni da Lelio Luttazzi e nel 1969 diresse Corrado in A che gioco giochiamo?. Nel 1972 con Renzo Arbore dirige le 4 puntate della trasmissione musicale Amico flauto. Nel 1974, è regista di Parliamo tanto di loro, programma condotto da Luciano Rispoli, suddiviso in due edizioni (la prima di cinque puntate in onda la domenica alle 14 sul Programma nazionale, la seconda di nove puntate in onda il martedì alle 21 sul Secondo programma) dedicato ai bambini visti dagli occhi dei genitori e degli educatori. Dal 1974 al 1976 Procacci curò la regia del programma A tavola alle 7, progenitore di tutti i programmi di cucina in tv, condotto dall'attrice Ave Ninchi e dal critico enogastronomico Luigi Veronelli.
Nella seconda metà degli anni 70, Procacci divenne il regista di fiducia di Corrado, con cui condivise le prime memorabili edizioni di Domenica in, programma di cui manterrà la regia fino al 1982, quando il programma era già passato nelle mani di Pippo Baudo. Nel periodo in cui Corrado trattava il suo passaggio a Canale 5, Procacci già lavorava per l'emittente di Silvio Berlusconi, di cui curò la regia di importanti trasmissioni come I sogni nel cassetto (tra il 1979 e il 1981) e la prima edizione di Superflash (1982-1983) condotte entrambi da Mike Bongiorno. Sempre per Canale 5, curò la regia di Il pranzo è servito (990 puntate tra il 1982 e il 1986), Ciao gente nel 1983 e di Buona Domenica nel 1985, tutte trasmissioni condotte da Corrado, cui affiancò la regia delle prime 2 edizioni del Gran Premio Internazionale dello Spettacolo sempre nel 1984 e nel 1985, questa volta con Mike Bongiorno.
Nel 1986, di fronte all'incertezza di Corrado che non voleva riprendere Il pranzo è servito, Procacci tornò alla Rai curando, nell'estate del 1986 la regia di Sotto le stelle condotto da Edwige Fenech su Rai 1. Fino alla prima metà degli anni 90, Procacci si dedicò alla regia radiofonica, salvo tornare in televisione nel 1992 quando diresse la sit-com Galatheus in onda su Rai 2. Di lì in poi Procacci decise, anche data l'età, il suo progressivo ritiro dalla regia televisiva. Le sue ultime apparizioni in video risalgono al 2004, ospite di Pippo Baudo in Buon compleanno Tv, e nel 2009, ospite di Unomattina in occasione del decennale della morte del suo caro amico Corrado. È deceduto il 25 gennaio 2012 a Foligno all'età di 88 anni.

## Filmografia

### Regia
- Scacco matto (1956) - film TV
- Farse d'altri tempi (1959) - miniserie TV
- La buona madre (1962) - film TV
- La pietà di novembre (1968) - film TV
- Il vizio assurdo (1978) - film TV